# Great Man-made River
De Great Man-made River (GMR, النهر الصناعي العظيم) is een netwerk van leidingen dat water vanuit het Libische deel van de Sahara zandwoestijn brengt naar de bevolkingscentra aan de kust van de Middellandse Zee. Het water is afkomstig uit de Nubische zandsteenaquifer, de grootste aquifer ter wereld. GMR is het grootste kunstmatige zoetwaterirrigatieproject ter wereld.

## Geschiedenis
Libië kent weinig neerslag en heeft nauwelijks meren en rivieren. De neerslag varieert tussen de 10mm en 500mm per jaar en op niet meer dan 5% van de totale oppervlakte valt meer dan 100mm. Vanwege de hoge temperaturen is de verdamping hoog; tussen de 1.700mm in het noorden van Libië tot 6.000mm in het zuiden van het land.
In 1953 waren veel oliemaatschappijen op zoek naar aardolie en aardgas in het land. Bij het boren werd ook op grote schaal zoet water in de ondergrond aangetroffen. Onder het zand van zuidwest Egypte, zuidoost Libië, en het noorden van Tsjaad en Soedan werd een gigantische aquifer ontdekt, de Nubische zandsteenaquifer, met een oppervlakte van circa 2 miljoen km2 en 375.000 km³ zoet water.
De boorputten werden afgesloten en pas in de jaren zestig werden de eerste plannen gemaakt om dit water te gaan gebruiken. Op 3 oktober 1983 nam de Libische regering het besluit het project uit te gaan voeren en in 1984 werd daadwerkelijk een start gemaakt met het Great Man-made River Project (GMRP). Doel was zes miljoen m³ water per dag, gelijk aan 2.100 miljoen m³ per jaar, aan de aquifer te onttrekken en te transporteren naar het noorden van het land. Van het water zal 70% worden gebruikt voor landbouwdoeleinden; hiermee kan circa 130.000 hectare land worden bevloeid.

## Technische details
Om het water naar boven te krijgen zijn 1.300 boorgaten noodzakelijk met een gemiddelde lengte van 500 meter. Eind 2009 waren ruim 1.100 boorgaten klaar, waarvan 476 bij Tazerbo en 300 in Kufra.
Het water wordt via een buizennetwerk van 4.000 kilometer lengte naar de plaats van bestemming vervoerd. De buizen van beton hebben een diameter van 4 meter, zijn 7,5 meter lang en wegen 86 ton per stuk. Voor de fabricage van de buizen werd een speciale fabriek in Brega gebouwd; deze werd door Moammar al-Qadhafi op 28 augustus 1986 officieel in gebruik genomen. Een tweede fabriek werd gebouwd bij Sarir. Eind 2008 waren er ongeveer een half miljoen van deze buizen geproduceerd.
Bij de kust zijn vijf grote waterreservoirs aangelegd met een totale capaciteit van 55 miljoen m³. Deze reservoirs zijn buffers in geval van calamiteiten bij de aanvoer en dienen ook als distributiepunten naar de uiteindelijke gebruikers.